# Jaime Restrepo Cuartas
Jaime de Jesús Restrepo Cuartas (11 de julio de 1944, Medellín) es un médico, académico, político y escritor colombiano. Se ha desempeñado como rector de la Universidad de Antioquia y de la Universidad de Santander, y fue en un periodo representante a la Cámara por el Partido de la U.

## Biografía
Jaime Restrepo nació el 11 de julio de 1944, en Medellín. Sus estudios secundarios los hizo en el Liceo Antioqueño. En 1968  egresando como médico de la Universidad de Antioquia, especializado en cirugía general en 1971. En 1968 fue cofundador y miembro del Grupo de Trasplantes de la Universidad de Antioquia y el Hospital San Vicente de Paúl. Fue profesor de la misma universidad entre 1971 y 2002. Practicó la cirugía hasta 1994, cuando asume la rectoría de dicha universidad. Previamente se había desempeñado como Vicedecano de la Facultad de Medicina, entre 1974 y 1976.
Desde 1995 fue Rector de la Universidad de Antioquia, renunciando al cargo el 1 de agosto de 2002. En el mismo periodo, fue miembro del Consejo Nacional de Ciencia y Tecnología en representación del sector educativo de universidades públicas. Posteriormente fue miembro de la Junta Directiva del Instituto Colombiano para la Evaluación de la Educación, y entre 2003 y 2005 se desempeñó como miembro del Consejo Nacional de Acreditación.
En 2006 incursionó en la actividad política, siendo miembro de la Cámara de Representantes de Colombia por el periodo 2006-2010, en representación del Departamento de Antioquia, obteniendo la curul por el Partido Social de Unidad Nacional. En dicho cargo, integró la Comisión VI y la Comisión de Ética de la Cámara de Representantes. Al término de su periodo fue candidato al Senado de Colombia, pero no logró la curul.
Entre agosto de 2010 y julio de 2012 ejerció como director general del Departamento Administrativo de Ciencia, Tecnología e Innovación (Colciencias). Desde 2012 hasta 2022 se desempeñó como Rector de la Universidad de Santander.

## Obras

### Obras académicas
- La Fisiología y su aplicación clínica. Editorial Universidad de Antioquia, 1976.[8]
- Ensayo para una Historia de la Medicina en Antioquia. Amda y la U. de A., 1982.[9]
- Cirugía, en 5 tomos. U. de A. 1983 - 1988. Autor de los siguientes capítulos: Equilibrio de líquidos y electrolitos, Equilibrio ácido-básico, Anatomía funcional del esófago, Trastornos de la motilidad esofágica, Fisiología gastroduodenal, Vías biliares, Abdomen agudo, Apudomas y Trasplantes de órganos.
- Insuficiencia renal, diálisis y trasplantes. Salvat, 1984.[10]
- Fundamentos de Medicina, tomo de Gastroenterología sobre Trasplantes de Hígado. Servigráficas. Medellín. 2a ed. CIB, 1982.[10]
- Manual de normas y procedimientos en trauma. Editorial U. de A. Medellín, primera edición septiembre de 1993. Coautor de los siguientes capítulos: Ruptura de Diafragma, Trauma Abdominal, Ruptura de Bazo, Ruptura de Hígado, Ruptura de Vías Biliares, Trauma Vascular, Trauma Torácico, y Trauma de Grandes Vasos Abdominales. Segunda edición septiembre de 2001 y coautor de los capítulos: Trauma Hepático y Trauma de Vías Biliares. Tercera edición septiembre de 2006, coeditor y coautor.[8]
- Cirugía, segunda edición en 18 tomos, de los cuales están publicados: Anestesia, Oftalmología, Otorrinolaringología, Principios Básicos de Cirugía, Abdomen Agudo, Cirugía Plástica, Gastroenterología, Oncología, Neurocirugía, Endocrinología Quirúrgica, y Trauma.
- Manual de líquidos y electrolitos. (Coeditor con Jaime Borrero R. y Alfredo Constain). Autor de dos capítulos. Editorial CIB, Medellín, 2006.[11]
- La Historia de la Nueva Universidad de Antioquia 1971-2004. Editorial Tambor de Arlequín. Medellín, noviembre de 2004.[12]

### Obras literarias
- El cero absoluto. Novela, 1996. ISBN 9789589458006.
- Yo soy el primero y el último. Cuento, 1999.[13]
- In extremis. Novela, 2000. ISBN 978-958-48-7267-8.
- De lluvia y recuerdos. Novela, 2000. ISBN 9789586961493.
- Todas las estrellas posibles. Novela, 2002. ISBN 958-655-366-3.
- Cartas del Rector. Ensayo, 2002.
- El ocaso de la memoria. Novela, 2004. ISBN 958-696-149-4.
- Ensayo para una historia de la medicina en Antioquia. 2004. ISBN 958-9237-64-9.
- El hilo del viento. Novela, 2007. ISBN 978-958-765-695-4.
- La guerra en todas partes. Novela, 2008. ISBN 978-958-49-3733-9.
- Lineamientos pedagógicos para la Universidad colombiana. Ensayo, 2014.
- Lecciones de ética de un maestro de La Pedrera. Ensayo, 2015. ISSN 0120-2367.
- La energía como motor del Universo. Ensayo, 2015. ISBN 978-958-8914-10-7.
- El hilo de Ariadna en Teilhard de Chardin. Ensayo, 2016. ISBN 978-958-8914-10-7.
- La ciencia maltratada. Ensayo, 2016.[14]
- La flor más extraña y delicada. Poesía, 2016. ISSN 0120-2367. n.° 324, 2016, pp. 60-64.
- Algo me dice que no estás. Novela, 2017. ISBN 978-958-59716-8-4.
- El sol que nunca vimos.  Novela, 2018. ISBN 978-958-720-530-5.
- Héroes de barro.  Novela, 2020. ISBN 978-958-5530-12-6.